# Église Saint-Étienne de Salses
Pour les articles homonymes, voir église Saint-Étienne.
L'église Saint-Étienne de Salses est une église située dans la commune de Salses-le-Château, dans le département français des Pyrénées-Orientales et la région Occitanie.

## Situation
L'église Saint-Étienne est située au centre du village de Salses, bordée au nord par la rue de la Paix, qui s'y élargit pour former une place, et au sud par la rue de l'Église. Une ruelle sur le côté oriental permet de relier les façades nord et sud. Le côté occidental borde un bâtiment d'habitation.

## Historique
Une première église Saint-Étienne à Salses est consacrée en 1114. Celle-ci est alors située à l'ancien emplacement du village. À la suite du massacre de la population par les armées françaises en 1496, Ferdinand II d'Aragon décide dès l'année suivante de raser ce qu'il reste du village, église comprise, et d'y construire une forteresse à la place. Un nouveau village est donc construit à son emplacement actuel et, en 1551, un certain Lleonart Pinell se voit confier la construction de la nouvelle église, réalisée de 1552 à 1584. De nombreuses batailles et attaques à répétition finissent par détruire également cette nouvelle église, qui est alors reconstruite à la fin du XVIIe siècle, ainsi qu'en témoigne la date de 1693 inscrite au-dessus du portail. L'église est ensuite remaniée au XIXe siècle. Enfin, elle subit une catastrophe en 1965 avec l'écroulement de la nef, reconstruite dès l'année suivante.

## Description
L'église Saint-Étienne est constituée d'une nef unique « orientée », c'est-à-dire tournée vers le chœur qui est du côté de l'orient (l'est). Le chœur est pentagonal. Le portail, situé sur la façade nord, était jadis sur le côté oriental, où se trouve également le clocher. Le portail et le clocher datent du XVIIe siècle tandis que le reste de l'édifice a été refait aux XIXe et XXe siècles. Le clocher contient une cloche réalisée en 1817 par les fondeurs Raymond et Joseph Cribailler.

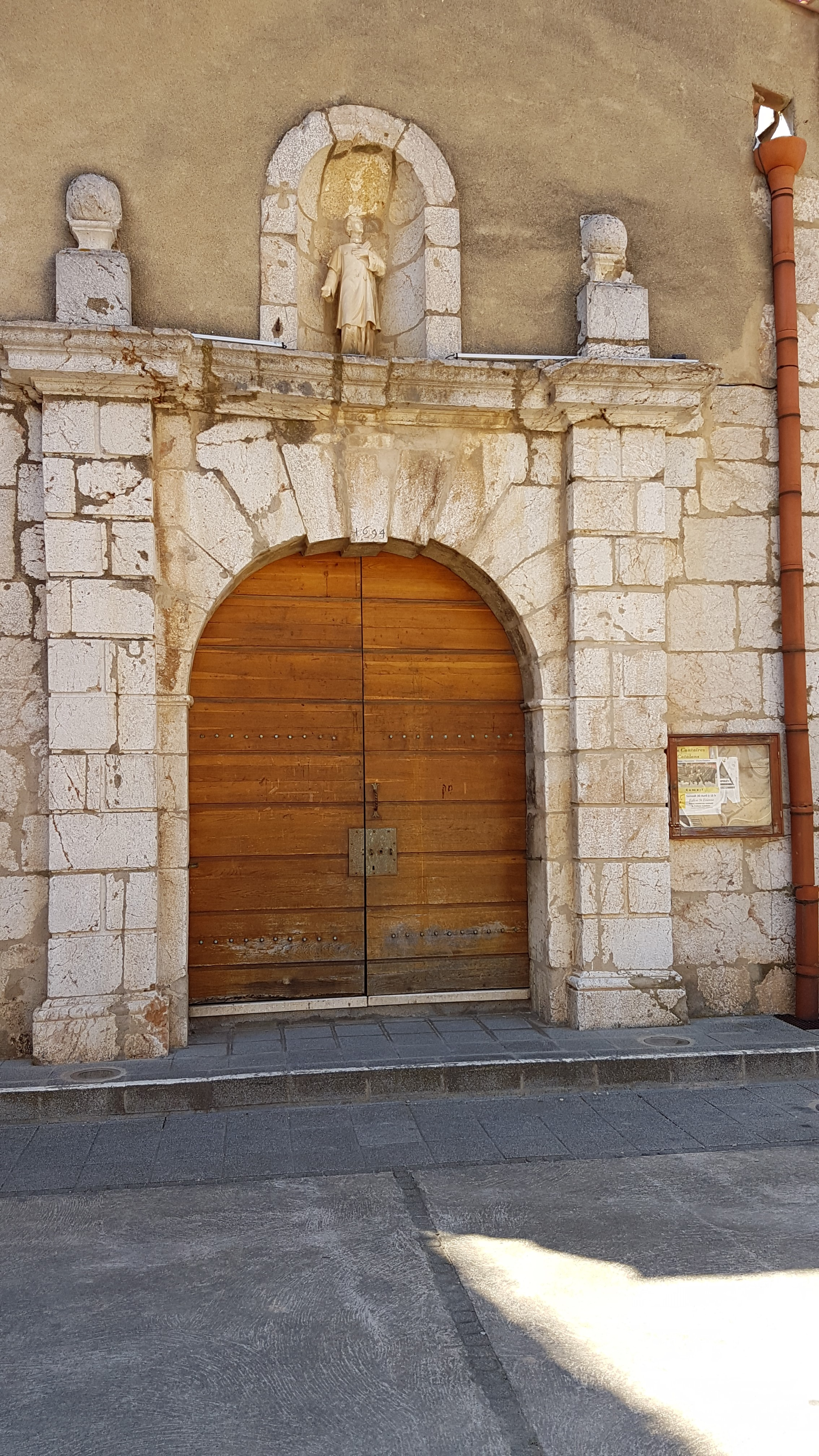
Le portail
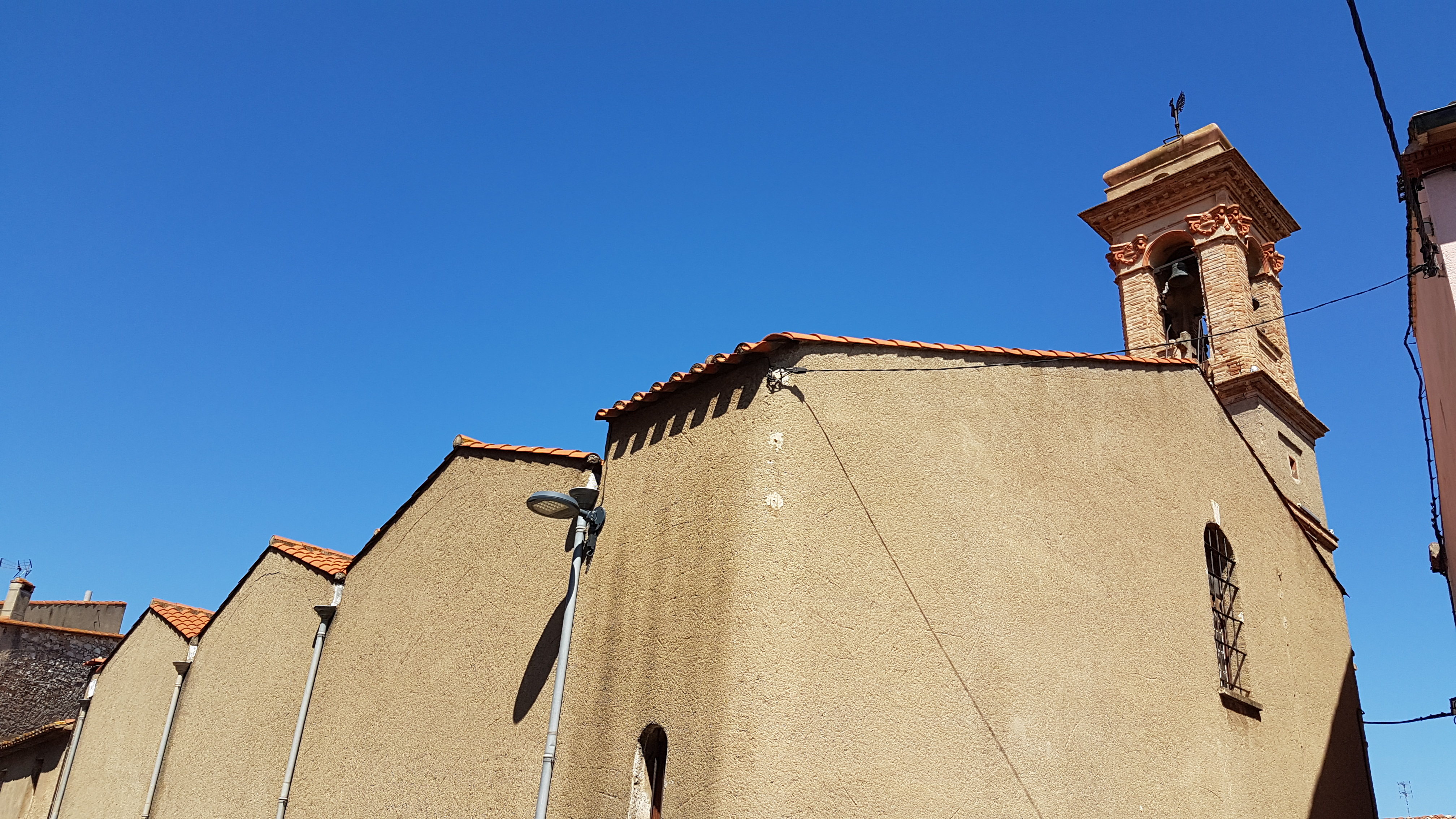
Le côté sud de l'église et le chevet (à l'est)

## Mobilier
L'effondrement de la nef en 1965 a fortement endommagé le mobilier de l'église Saint-Étienne, dont un retable de 1626. Elle contient cependant encore de nombreuses statues anciennes, ainsi qu'une cuve baptismale et un bénitier du XVIIIe siècle.
L'église abrite aussi l'ancien mobilier de l'église Sainte-Cécile de Garrieux : un Christ gisant du XVe siècle et une Vierge des douleurs du XVIIIe siècle.